# Обшчина
Обшчина (рус. дословно „комуна“) или мир (рус. мир, буквално друштво, поред осталих значења), или selskoye obshchestvo (буквално „сеоска заједница“, званични термин у 19. и 20. веку; sil's'ke tovarystvo, укр. сільське товариство) биле су сеоске заједнице сељака за разлику од индивидуалних имања, или хутора, у царској Русији. Термин потиче од речи obshchiy (буквално „уобичајено“).
Мир је била заједница која се састојала од бивших кметова, односно државних сељака и њихових потомака, насељених по правилу у једном селу, иако је понекад село обухватало више од једног мир и, обрнуто, неколико села се понекад спајало у један мир. Власништво над земљом припадало је миру, а не поједином сељаку. Чланови мира имали су право на доделу, по некој једнообразној основи, поседе коју је сваки члан посебно обрађивао. Власништво се није могло продати или завештати без сагласности мир. Као последица  колективног поседовања, мир је имао моћ да с времена на време прерасподели земљу међу својим саставним домаћинствима. Мир се првенствено бавио домаћинством, а не појединцем. Сељак је имао право на поседовање, али не и на одређени посед, и није могао њиме слободно располагати.

## Историја
Концепт Обсхцхина је био важан део у Старој Русији и имао је корене у словенским заједницама. Детаљан статистички опис руске сеоске комуне дао је Александар Иванович Чупров. Заједничко власништво над земљом у Миру претходило је кметству, преживелој еманципацији и Руској револуцији. До укидања кметства 1861. мир је могао да садржи кметове или слободне сељаке. У првом случају, земље резервисане за кметско коришћење биле су додељене mir за доделу од стране власника.
Године 1905. у балтичким провинцијама није постојало репартиционо поседовање, али га је користила четвртина западних и југозападних (тј. украјинских) сељака, две трећине степских сељака и 96,9% на другим местима.
Институција је ефективно уништена Столипинским аграрним реформама (1906–1914), чије се спровођење сматра једним од разлога који ће довести до Руске револуције и накнадне колективизације у Совјетском Савезу.

## Структура
Организација сељачког начина производње је примарни узрок врсте друштвене структуре која се налази у општини. Однос између индивидуалног сељака, породице и заједнице доводи до специфичне друштвене структуре категорисане стварањем породичних савеза ради расподеле ризика између чланова заједнице. У заједници су савези настајали првенствено кроз брак и заједничко сродство. Обично су најстарији чланови домаћинства сачињавали мир да би управљали прерасподелом земље. Породице су се удружиле како би формирале заједницу која је зависила од правичности пореза и концепта узајамне помоћи. Јован Е. Хау пише: „Тако успостављени економски односи су у суштини дистрибутивни: кроз различите категорије размене и производа и рада, привремене неравнотеже попут оних изазваних недовољном радном снагом новоосноване породичне јединице или катастрофалним губитком, који ставља једну јединицу у неправедан репродуктивни неповољнији положај у односу на њене савезнике, изједначавају се“. Поред тога, систем савеза је имао резидуална комунална права, дељење размене током несташица, као и одређене дистрибутивне размене. Штавише, структура дефинисана овим савезима и мере поделе ризика биле су регулисане распоредом и ритуализацијом времена. Хау пише да је „традиционални календар руских сељака био водич за свакодневни живот. Имена везана уз календарске датуме, календарске периоде у које су груписани, дан у недељи у који је сваки падао и изреке повезане са њима шифровале су информације о томе када треба предузети задатке, али и о томе када не треба радити, када треба била неопходна за обављање симболичних радњи, учествовање у ритуалима и обавезним прославама“.
Сељаци (тада три четвртине становништва Русије) чинили су засебну друштвену класу, у великој мери изузети од уобичајеног закона и којима се управљало у складу са својим локалним обичајима. Сам мир са својим обичајима је од памтивека, али је сеоска заједница тек еманципацијом кметова 1861. године повучена из патримонијалне јурисдикције властеоског племства и обдарена самоуправом. Скупштина mir чине сви сељачки домаћини села. Ови бирају сеоског старешину (староста) и порезник који је био одговоран бар до указа октобра 1906. којим је укинута комунална одговорност за плаћање пореза, за преподелу пореза наметнутих комуни међу појединцима. Број мира уједињивали су се у волост који је имао скупштину коју чине изабрани делегати мира.
Мир је од инсолвентности био заштићен правилом да се породицама не могу одузимати куће или алатке неопходни за пољопривреду; нити је мир могао бити лишен своје земље.

## Критика
Мир или обшчина постао је тема у политичкој филозофији објављивањем књиге Аугуста фон Хактхаусена 1847. године. Средином 19. века словенофили су открили мир. Романтични националисти и словенофили поздрављали су мир као чисто руски колектив, древног порекла; ослобођени онога што су сматрали мрљом буржоаског начина размишљања који се налази у западној Европи. Није изненађујуће да је од овога био само кратак корак до мир који је коришћен као основа за словенофилске идеалистичке теорије о комунизму, комунализму, заједничким земљама, историји, напретку и природи самог човечанства.